# Кабинетный шкаф эрцгерцога Фердинанда II Тирольского
«Кабинетный шкаф эрцгерцога Фердинанда II Тирольского» (нем. Kabinettschrank aus dem Besitz Erzherzog Ferdinands von Tirol) — шкаф, принадлежавшая эрцгерцогу Фердинанду II Тирольскому (1529-1595). Создан неизвестным мастером около 1582 года в Нюрнберге или Мантуе. Хранится в Кунсткамере в Музее истории искусств, Вена (инвент. номер УК 883).

## Описание
Стиль шкафа имеет черты традиций изготовления кабинетов в Испании и Италии. Также чувствуется влияние моделей, созданных в Нюрнберге в стиле Венцеля Ямницера и его мастерской.
Если полностью выдвинуть закрывающийся ящик, этот элегантный шкаф откроется и превратится в письменный стол. Необходимые письменные принадлежности сохранились в верхней части шкафа. Таким образом, этот кабинетный шкаф является предшественником современного бюро. При открытии двустворчатых дверей спереди, взору открывается внутренняя панель с роскошной отделкой и многочисленными выдвижными ящиками. Здесь эрцгерцог Фердинанд II хранил природные экспонаты и артефакты из кунсткамеры в замке Амбрас. Будучи частью этого широкого собрания, шкаф таким образом является неким собранием произведений искусства в миниатюре. Рассматривая и изучая предметы, аристократический коллекционер получал представление о мире: он размещал предметы в пространстве, отделах и выдвижных ящиках, таким образом, имея символическое господство над ними. Эта роль коллекционера утверждала эрцгерцога в его земной власти.
Рельефы и приложения из серебра элегантно контрастируют с эбеновым деревом кабинета. Декоративные украшения созданы на основе гравюр Франса Флориса и различных объектов, типичных для эпохи гуманизма. Темы любви и верности, изображенные на рельефах, позволяют предположить, что кабинет был подарком по случаю бракосочетания Фердинанда с Анной Катариной Гонзага в 1582 году.